# Die Wahl für Frieden und soziale Gerechtigkeit

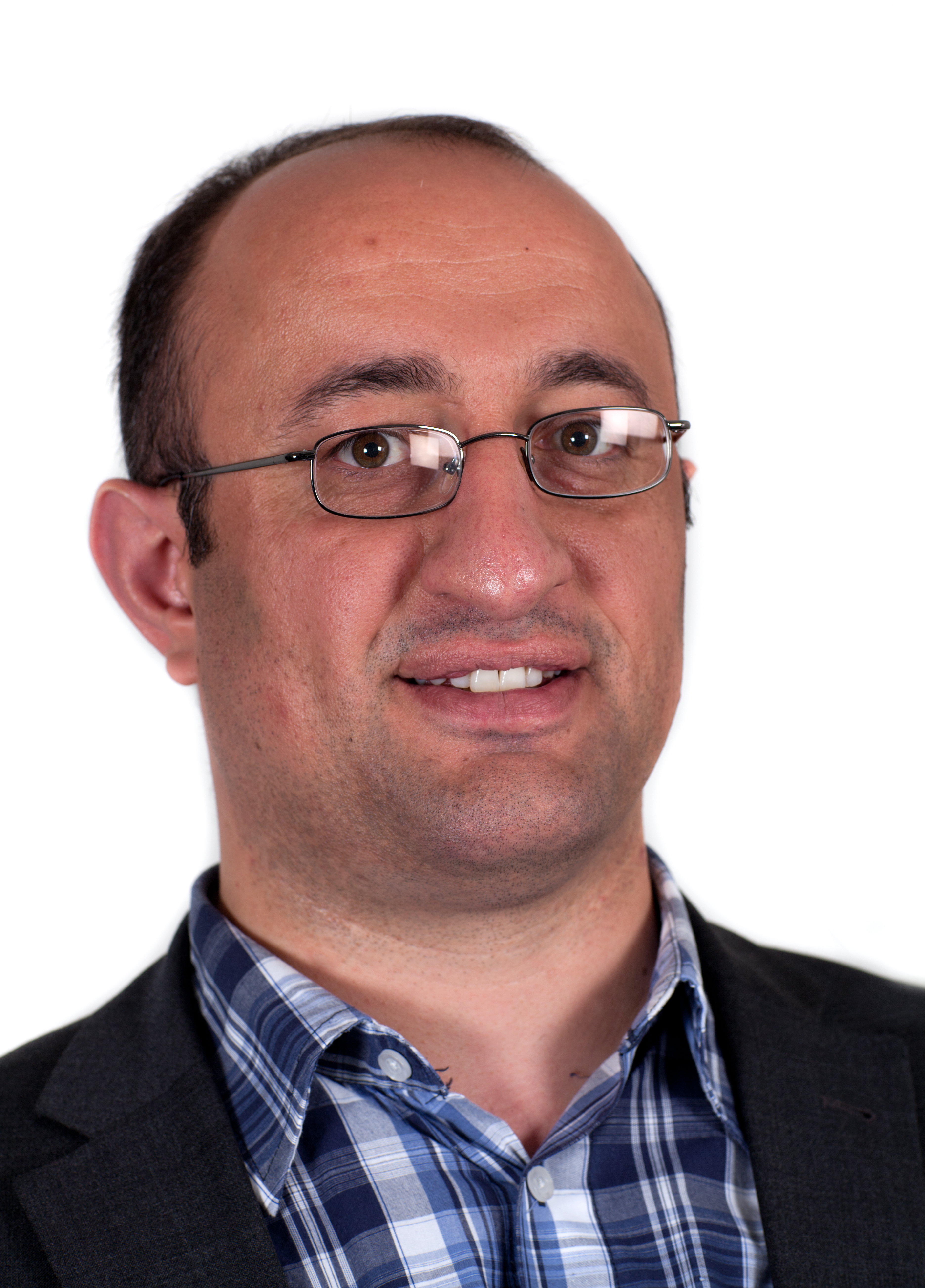
Mehmet Yıldız, Mitbegründer der Wählervereinigung DieWahl – WFG

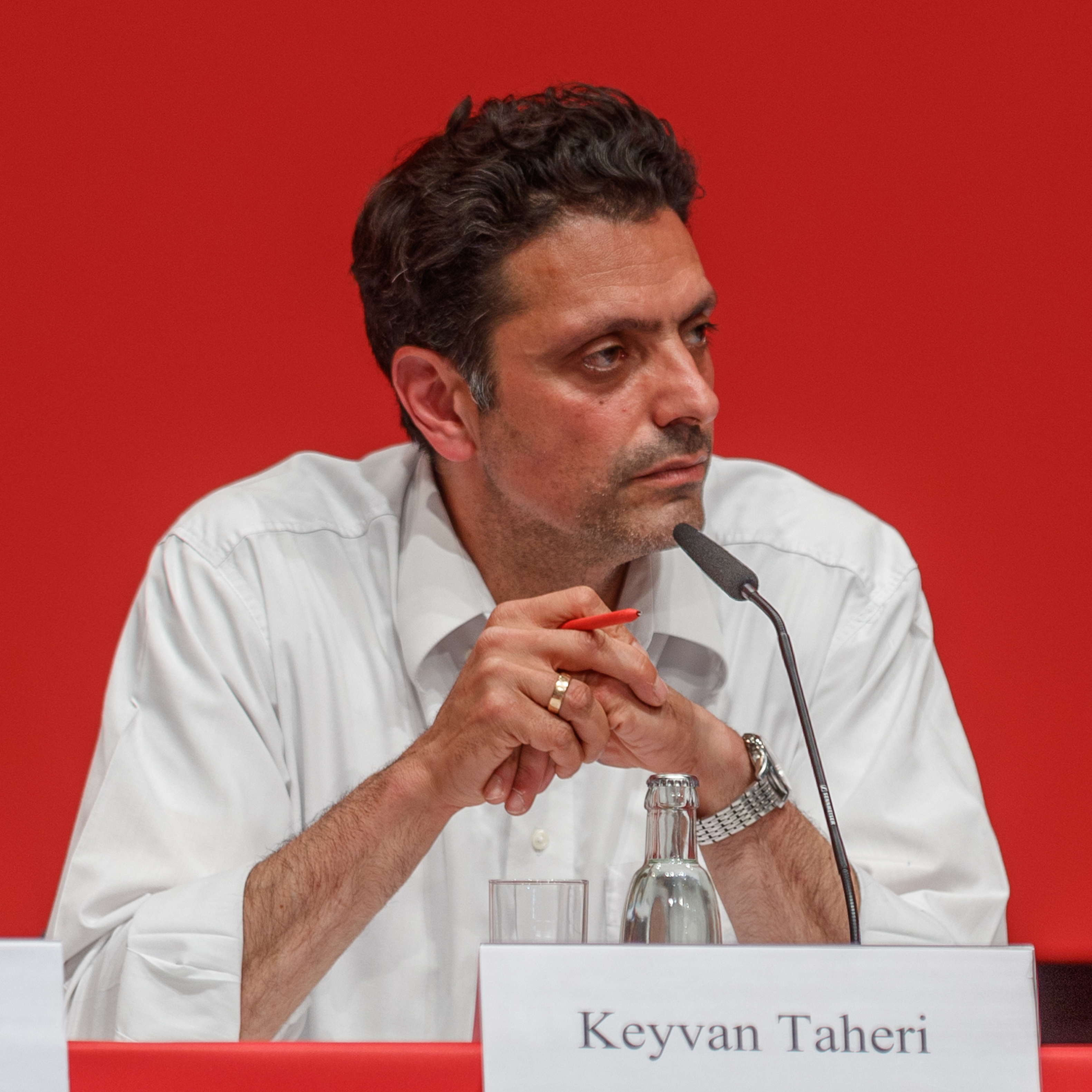
Keyvan Taheri, Mitbegründer der Wählervereinigung DieWahl – WFG

Die Wahl für Frieden und soziale Gerechtigkeit (DieWahl – WFG) ist eine Wählervereinigung, die am 28. Oktober 2024 in Hamburg gegründet wurde. Sie entstand aus verschiedenen außerparlamentarischen Gruppen und Initiativen, die sich für eine gerechte und solidarische Gesellschaft einsetzen. Zu den Gründungsmitgliedern zählen ehemalige Politiker der Partei Die Linke sowie Aktive aus der Friedensbewegung, migrantischen Organisationen und Gewerkschaften. Die Wählervereinigung positioniert sich als Friedenspartei und legt einen starken Fokus auf Friedenspolitik, Abrüstung und soziale Gerechtigkeit. Bei der Hamburger Bürgerschaftswahl 2025 trat DieWahl – WFG erstmals an und blieb mit 0,2 % der Stimmen erfolglos.

## Gründung und Entstehung
Die Wählervereinigung Die Wahl für Frieden und soziale Gerechtigkeit (DieWahl – WFG) wurde am 28. Oktober 2024 in Hamburg gegründet. Die Gründungsversammlung, an der rund 90 Teilnehmer anwesend waren, fand auf dem Schiff Diplomat statt. Zu den Initiatoren der Gründung gehörten drei ehemalige Politiker der Partei Die Linke: Martin Dolzer, Mehmet Yıldız und Keyvan Taheri. Dolzer und Yıldız waren zuvor Abgeordnete in der Hamburgischen Bürgerschaft, während Taheri zwei Jahre lang Co-Parteichef der Linken in Hamburg war. Alle drei waren im Streit aus ihrer vorherigen Partei ausgetreten.
Die Wählervereinigung entstand aus verschiedenen außerparlamentarischen Gruppen und Initiativen, die sich für eine gerechte und solidarische Gesellschaft einsetzen. Zu den Gründungsmitgliedern zählten neben den ehemaligen Linken-Politikern auch Aktive aus der Friedensbewegung, migrantischen Organisationen, Gewerkschaften sowie Menschen, die sich gegen repressive Corona-Maßnahmen oder für bessere Bedingungen in Kindertagesstätten und Schulen eingesetzt hatten.
Bei der Gründungsversammlung wurde ein vom Koordinierungskreis vorgelegtes Rahmenprogramm intensiv diskutiert. Die Gründung der WFG erfolgte im Vorfeld der Hamburger Bürgerschaftswahl 2025. Zum Zeitpunkt der Gründung zählte die WFG nach eigenen Angaben etwa 60 Mitglieder in Hamburg.
Die Entstehung der WFG fällt in eine Zeit, in der sich in Hamburg mehrere neue linke politische Angebote formierten. So war zunächst im Gespräch gewesen, ob Dolzer und Yıldız zusammen mit Metin Kaya eine Bürgerschaftsgruppe bilden würden, was sich jedoch nicht realisierte. Stattdessen entschieden sich die Gründungsmitglieder für die Formierung einer eigenständigen Wählervereinigung. Die Gründung der WFG wurde von den Initiatoren als „historischer Tag für Hamburg“ bezeichnet, da nun eine „konsequent oppositionelle, humanistische Kraft“ in der Hansestadt entstanden sei.

## Politische Ausrichtung und Ziele
Die Wählervereinigung positioniert sich als entschiedene Oppositionskraft für Frieden und soziale Gerechtigkeit in Hamburg. Im Wahlkampf zur Bürgerschaftswahl in Hamburg 2025 betonte DieWahl – WFG ihre Verankerung in der Gesellschaft, der Friedensbewegung, in sozialen Bewegungen und in migrantischen Communities in Hamburg.

### Friedenspolitik
Die Wählervereinigung setzt einen starken Fokus auf Friedenspolitik und Abrüstung. Sie fordert einen sofortigen Stopp von Rüstungsexporten über den Hamburger Hafen sowie die Umstellung der Hamburger Rüstungsunternehmen auf die Produktion nicht-militärischer Güter. DieWahl – WFG lehnt Waffenlieferungen in Kriegsgebiete grundsätzlich ab und setzt sich für sofortige Waffenstillstände sowie Friedensverhandlungen in Konflikten wie der Ukraine und im Nahen Osten ein. Die Wählervereinigung strebt eine verbindliche Zivilklausel an Hochschulen an, um militärische Forschung zu verhindern.
In ihrer Friedenspolitik betont DieWahl – WFG die Bedeutung von Diplomatie und Dialog als zentrale Instrumente zur Lösung internationaler Konflikte. Die Wählervereinigung sieht Frieden als untrennbar mit sozialer Gerechtigkeit verbunden und fordert daher auch eine Rekommunalisierung öffentlicher Infrastrukturen sowie eine Stärkung des Sozialstaats. DieWahl – WFG kritisiert die aktuelle Aufrüstung und positioniert sich gegen eine Erhöhung des Verteidigungshaushalts.

### Soziale Gerechtigkeit
Im Bereich der sozialen Gerechtigkeit strebt DieWahl – WFG eine Rekommunalisierung der Daseinsvorsorge an, einschließlich der Überführung von Krankenhäusern, privaten Schulen und der Energieversorgung in die öffentliche Hand. Die Wählervereinigung fordert kostenlose Bildung für alle, verbunden mit verstärkten Investitionen in Personal, Ausstattung von Betreuungseinrichtungen und kostenlose Mahlzeiten in Bildungseinrichtungen. In der Wohnungspolitik setzt sich DieWahl – WFG für die Beendigung der staatlichen Förderung privater Investoren im Wohnungsbau ein und befürwortet stattdessen den genossenschaftlichen Wohnungsbau. Sie plädiert für eine dezentrale Unterbringung von Geflüchteten und setzt sich für deren Integration durch gesicherten Aufenthaltsstatus, Zugang zu Sprachkursen, Arbeitserlaubnis und Anerkennung ihrer Abschlüsse ein. DieWahl – WFG setzt sich zudem für ein Rentensystem nach österreichischem Vorbild und eine automatische Grundsicherung bei Altersarmut ein. Die Wählervereinigung strebt eine Stärkung der demokratischen Mitbestimmung durch verbindliche Bürgerentscheide auf Bezirksebene an und fordert eine kritische Aufarbeitung der COVID-19-Pandemie-Maßnahmen der Stadt.

### Bildungspolitik
Die Wählervereinigung DieWahl – WFG vertritt in der Bildungspolitik eine dezidiert linke Position mit Fokus auf Chancengleichheit und kostenfreie Bildung für alle. Sie fordert eine umfassende Rekommunalisierung des Bildungssystems, einschließlich der Überführung privater Schulen in öffentliche Trägerschaft. Ein zentrales Anliegen ist die Verbesserung der Bildungsqualität durch verstärkte Investitionen in Personal und Ausstattung von Bildungseinrichtungen. DieWahl – WFG setzt sich für kostenlose Mahlzeiten in Schulen und Kindertagesstätten ein, um soziale Ungleichheiten abzubauen. Die Wählervereinigung befürwortet eine verpflichtende Zivilklausel an Hochschulen, um militärische Forschung zu unterbinden und Friedensbildung zu fördern. Für Geflüchtete fordert DieWahl – WFG einen verbesserten Zugang zu Bildung, insbesondere durch Sprachkurse und die Anerkennung ausländischer Abschlüsse. Die Partei betrachtet Bildung als wichtiges Instrument zur Förderung von Frieden, Demokratie und Toleranz in der Gesellschaft. In ihrer bildungspolitischen Ausrichtung legt DieWahl – WFG besonderen Wert auf die Unabhängigkeit öffentlicher Bildungseinrichtungen von privaten Interessen. Darüber hinaus strebt die Wählervereinigung eine stärkere Verzahnung von Unterricht und Nachmittagsbetreuung an, um ganzheitliche Bildungskonzepte zu ermöglichen.

### Migrations- und Integrationspolitik
Die Wählervereinigung DieWahl – WFG vertritt in der Migrations- und Integrationspolitik einen inklusiven Ansatz, der auf die Stärkung der Rechte von Migranten und Geflüchteten abzielt. Sie fordert eine dezentrale Unterbringung von Geflüchteten in Hamburg sowie die Gewährleistung eines gesicherten Aufenthaltsstatus. Zudem setzt sich DieWahl – WFG für einen verbesserten Zugang zu Sprachkursen, Arbeitsgenehmigungen und die Anerkennung ausländischer Abschlüsse ein, um die Integration zu erleichtern. In ihrem Programm betont die Partei, dass alle Menschen, unabhängig von ihrer Herkunft, die gleichen Rechte haben sollten. DieWahl – WFG lehnt die Abschottungspolitik der Europäischen Union ab und plädiert stattdessen für eine humane Migrationspolitik, die legale Wege der Einwanderung ermöglicht. Im Bereich der Integration legt die Partei besonderen Wert auf die Stärkung der kommunalen Infrastruktur sowie die Förderung von Bildung und Arbeitsmarktintegration für Zugewanderte. DieWahl – WFG sieht in der Zuwanderung auch Chancen für die demografische Entwicklung und den Fachkräftebedarf in Deutschland. In ihrer Haltung zur Migrationspolitik grenzt sich die Partei deutlich von restriktiven Ansätzen ab und betrachtet Migration als Teil einer vielfältigen Gesellschaft.

### Demokratie und Bürgerrechte
Die Wählervereinigung DieWahl – WFG tritt für eine Stärkung der direkten Demokratie und Bürgerrechte ein. Ein zentrales Anliegen der Partei ist die Einführung verbindlicher Bürgerentscheide auf Bezirksebene, um die politische Partizipation der Bevölkerung zu erhöhen. DieWahl – WFG setzt sich für die uneingeschränkte Wahrung der Meinungsfreiheit und des Demonstrationsrechts ein, die sie als unverhandelbare Grundrechte betrachtet.
Die Wählervereinigung fordert eine Aufarbeitung der Corona-Maßnahmen unter Bürgerbeteiligung, um deren gesellschaftliche und wirtschaftliche Folgen sowie Verantwortlichkeiten zu erfassen. In ihrem Demokratieverständnis betont DieWahl – WFG die Bedeutung einer starken Zivilgesellschaft und sieht sich als Kraft, die gemeinsam mit sozialen Bewegungen politische Veränderungen anstoßen möchte. Die Wählervereinigung strebt eine Gesellschaft an, in der Grund- und Menschenrechte für alle Menschen gleichermaßen gelten und in der staatlicher Willkür entgegengewirkt wird.
Die Wählervereinigung vertritt die Auffassung, dass eine funktionierende Demokratie eng mit sozialer Gerechtigkeit verknüpft ist, und sieht in der Bekämpfung sozialer Ungleichheit eine Voraussetzung für die Stärkung demokratischer Strukturen. In ihrer Programmatik verbindet DieWahl – WFG somit Forderungen nach mehr direkter Demokratie mit dem Ziel einer sozial gerechteren Gesellschaftsordnung.

### Umweltschutz
Die  Wählervereinigung DieWahl – WFG vertritt in ihrer Umweltpolitik einen Ansatz, der Frieden und Umweltschutz eng miteinander verknüpft. Sie sieht einen direkten Zusammenhang zwischen militärischen Aktivitäten und Umweltschäden.
In ihrem Programm fordert DieWahl – WFG einen kostenlosen öffentlichen Nahverkehr als Maßnahme zum Umweltschutz. Die Partei setzt sich für den Ausbau erneuerbarer Energien ein und strebt eine Energieversorgung in öffentlicher Hand an, wobei sie eine Abwälzung der Kosten auf den Individualbereich ablehnt. Ein weiteres umweltpolitisches Ziel der Wählervereinigung DieWahl – WFG ist der Schutz von Bäumen und Walen, was sie als konkreten Beitrag zum Umweltschutz betrachtet.
DieWahl – WFG fordert zudem eine Umstellung der Hamburger Rüstungsproduktion auf zivile Zwecke, was sie als Beitrag zum Umweltschutz versteht. In ihrem Rahmenprogramm zur Bürgerschaftswahl 2025 spricht sich die WFG für eine verbindliche Zivilklausel an Hochschulen aus, die militärische Forschung verhindern soll. Die Partei sieht in ihrer Friedenspolitik, die Rüstungsstopps und ein Ende von Waffenlieferungen beinhaltet, einen wesentlichen Beitrag zum Umweltschutz.

## Organisation
Die Wahl für Frieden und soziale Gerechtigkeit ist eine Wählervereinigung mit Sitz in Hamburg-Winterhude. Der Landesvorsitz in Hamburg wird von Martin Dolzer geführt. Die Wählervereinigung gab Ende Januar 2025 ihre Mitgliederzahl in Hamburg mit 60 Personen an.

## Wahlen
Die Wählervereinigung DieWahl – WFG trat bei der Bürgerschaftswahl 2025 in Hamburg erstmals an. Im November 2024 stellte die Vereinigung eine Landesliste mit 24 Kandidaten für die Bürgerschaft auf, wobei die ersten acht Plätze von Menschen aus vier Kontinenten besetzt waren. Als Co-Spitzenkandidaten für die Landesliste wurden Mehmet Yıldız und Martin Dolzer nominiert. Die Wählervereinigung trat in den Wahlkreisen St. Pauli, St. Georg, Hamm/Horn, Billstedt, Wilhelmsburg, Finkenwerder, Bergedorf, Barmbek/Uhlenhorst und Dulsberg an. Die Landesliste erreichte 0,2 % der gültigen Stimmen und die Wählervereinigung kein Mandat.

## Symbol
Das Symbol der Wählervereinigung DieWahl – WFG ist der Wal, denn laut der WFG steht er für Würde, Respekt und gegenseitigen Schutz. In ihrem Rahmenprogramm betont die Wählervereinigung: „Wir schützen jeden Baum und jeden Wal“. Diese Aussage soll die Verbindung zwischen dem Wappentier und den umweltpolitischen Zielen der Wählervereinigung verdeutlichen.